# Gerhard Bott (Kunsthistoriker)

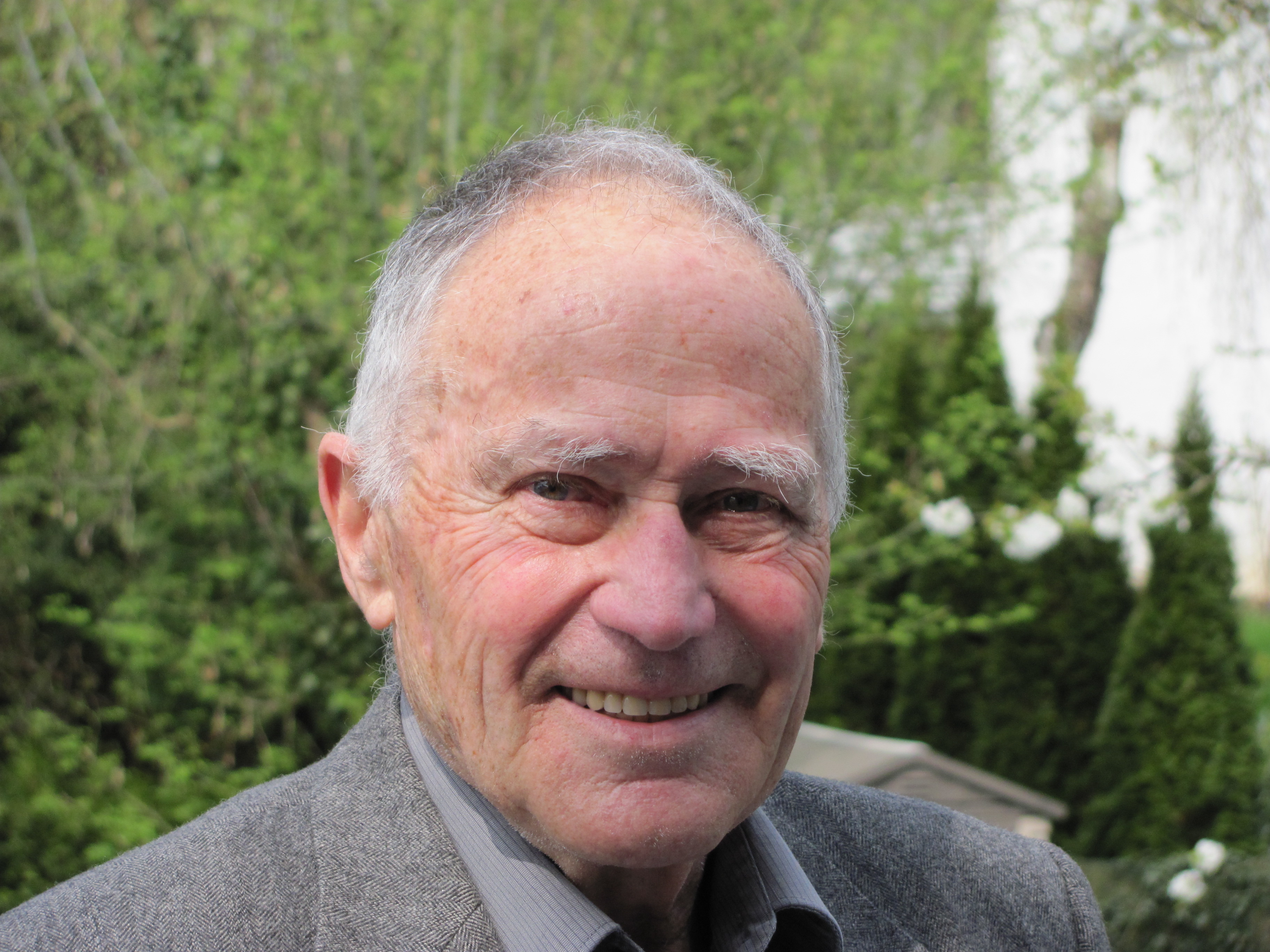
Gerhard Bott (2013)

Gerhard Bott (* 14. Oktober 1927 in Hanau; † 23. Juni 2022 ebenda) war ein deutscher Kunsthistoriker und Historiker sowie Museumsleiter. Er war nacheinander Direktor des Hessischen Landesmuseums Darmstadt (1960–1974), Direktor des Wallraf-Richartz-Museums und Generaldirektor der Museen der Stadt Köln (1975–1980) sowie Generaldirektor des Germanischen Nationalmuseums in Nürnberg (1980–1993).

## Leben
Gerhard Bott wurde als Sohn des Hanauer Gymnasial-Lehrers und Heimatforschers Heinrich Bott und seiner Frau Trudel, geb. Hüglin, geboren. Bott war Schüler der Hohen Landesschule in Hanau, diente als Luftwaffenhelfer. Am 31. März 1944 beantragte er die Aufnahme in die NSDAP und wurde zum 20. April desselben Jahres aufgenommen (Mitgliedsnummer 10.102.916). Er legte das Abitur schließlich 1946 am Augustinergymnasium in Friedberg ab. Anschließend studierte er Kunstgeschichte und Geschichte an der Universität Frankfurt am Main. Dies beendete er 1950 mit einer Promotion über Die Städtegründungen in der Wetterau und im Kinzigtal. 1950/51 war er wissenschaftlicher Volontär am Germanischen Nationalmuseum Nürnberg und 1951/52 Stipendiat an der Bibliotheca Hertziana in Rom.
Von 1952 bis 1956 arbeitete Bott als Kustos am Historischen Museum in Frankfurt am Main, anschließend bis 1960 als dessen Direktor. Er begann den Wiederaufbau des Museums mit dem Trakt am Mainufer. Ab 1960 leitete er das Hessische Landesmuseum Darmstadt. Hier initiierte er die Jugendstil-Abteilung, integrierte die Pop-Art Sammlung von Karl Ströher, organisierte Ausstellungen zur zeitgenössischen Kunst und war Herausgeber der Zeitschrift Kunst in Hessen und am Mittelrhein. Bei der documenta III, der 4. documenta und der documenta 5 war er Mitglied des documenta-Rates. 1971/72 war er erneut für kunsthistorische Forschungen an der Bibliotheca Hertziana in Rom tätig, kehrte dann aber nach Darmstadt zurück.
Ab 1975 wirkte er als Direktor des Wallraf-Richartz-Museums in Köln und als Generaldirektor der Museen der Stadt Köln. Hier gliederte er die Sammlung von Peter Ludwig ein und betrieb die Gründung des Museums Ludwig. 1980 wechselte er als Generaldirektor zum Germanischen Nationalmuseum nach Nürnberg. Aus dieser Position ging er 1993 in den Ruhestand. Unter seiner Leitung entstand der Erweiterungsbau des Germanischen Nationalmuseums.
1996 betreute Bott zusammen mit seiner Frau Katharina die Ausstellung Vice versa. Deutsche Maler in Amerika – amerikanische Maler in Deutschland, 1813–1913 im Deutschen Historischen Museum in Berlin, wo er auch von 1976 bis 2010 Mitglied der Sachverständigenkommission war. Verheiratet war er mit der Kunsthistorikerin Katharina Bott. Von 2010 bis 2012 war er zusammen mit seiner Frau Stadthistoriker seiner Geburtsstadt Hanau.
Bott lehrte an der Universität zu Köln, der Universität Bochum, der Universität Bamberg, der Universität Klagenfurt und war seit 1983 Honorarprofessor für Kunstgeschichte an der Universität Erlangen. Gerhard Bott hatte drei Söhne.

## Ehrungen und Auszeichnungen
- 1975: Johann-Heinrich-Merck-Ehrung der Stadt Darmstadt
- Verdienstorden der Bundesrepublik Deutschland
  - 1977: Verdienstkreuz am Bande
  - 1987: Verdienstkreuz 1. Klasse
- 2006 August-Gaul-Plakette der Stadt Hanau[10]
- 2014: „Maître de Secours 2013“ der Interessengemeinschaft Hanauer Altstadt
- Bayerischer Verdienstorden
- Dannebrogorden

## Mitgliedschaften
- Association Internationale des Critiques d’Art, Sektion Deutschland
- Historische Kommission für Hessen
- International Council of Museums (ICOM)

## Veröffentlichungen

### Übersicht
- Sebastian Bott, Tobias Bott, Kornelius Bott: Gerhard Bott zu seinem 75. Geburtstag [Veröffentlichungsverzeichnis 1949–2002]. [Privatdruck] Berlin 2002.
- Richard Schaffer-Hartmann: Gerhard Bott – Kunsthistoriker, Museumsdirektor, Autor. In: Hanauer Geschichtsverein (Hrsg.): Gerhard Bott 90. Cocon. Hanau 2017, ISBN 978-3-86314-361-9, S. 13–43.
- Richard Schaffer-Hartmann: Gerhard Bott – Verzeichnis seiner Veröffentlichungen 1949–2016. In: Hanauer Geschichtsverein (Hrsg.): Gerhard Bott 90. Cocon, Hanau 2017. ISBN 978-3-86314-361-9, S. 115–126.

### Einzelveröffentlichungen (Auswahl)
- Goethe und Hanau. Eine Stadt und ihre Menschen im Leben des Dichters. Hanau 1949.
- Die angenehme Lage der Stadt Frankfurt am Main. Johann Kaspar Zehender vorgestellt in 32 Handzeichnungen dieser Stadt und Gegend von Johann Kaspar Zehender. Gesammelt von Johann Christian Gerning daselbst in den Jahren 1771 bis 1784. Frankfurt 1954.
- Kunst und Altertum in Frankfurt am Main. Aus den Sammlungen des Historischen Museums. München 1955.
- Frankfurt am Main und seine Kunstschätze. Ein Wegweiser durch Kunststätten und -museen. Frankfurt 1956.
- Herzogin Anna Amalia von Sachsen-Weimar und ihre Freunde im Park der Villa d'Este in Tivoli (= Miscellanea Bibliothecae Hertzianiae). München 1961.
- Giovanni Battista Tiepolo. Das Fresko im Treppenhaus der Würzburger Residenz. Stuttgart 1963.
- Jugendstil. Vom Beitrag Darmstadts zur internationalen Kunstbewegung um 1900. Darmstadt 1965.
- Kunsthandwerk um 1900. Jugendstil – art nouveau – modern style – nieuwe kunst (= Bestandskatalog Hessisches Landesmuseum Darmstadt). Darmstadt 1965.
- Der Ortenberger Altar in Darmstadt. (= Werkmonographien zur bildenden Kunst in Reclams Universal-Bibliothek 115; Reclams Universal-Bibliothek 9115). Stuttgart 1966.
- Die Gemäldegalerie des Hessischen Landesmuseums in Darmstadt. Hanau 1968.
- Bildnerische Ausdrucksformen 1960–1970. Sammlung Karl Ströher. Darmstadt 1970.
- Sepp Schmölzer. Kunst im Schmuck. Klagenfurt 1970.
- Schmuck als künstlerische Aussage unserer Zeit. Königsbach 1971.
- Ullstein Juwelenbuch. Abendländischer Schmuck von der Antike bis zur Gegenwart. Berlin 1972.
- Der Gesundbrunnen zu Hofgeismar. München 1975.
- Wilhelm von Harnier 1800–1838. Darmstadt 1975.
- Es ist nur ein Rom in der Welt. Zeichnungen und Bildnisse deutscher Künstler in Rom um 1800. Köln 1977.
- Hessen (= Reclams Kunstführer Deutschland. Bd. 4). 5. Aufl. 1978 [und weitere Auflagen].
- Von den Aufgaben des Kunstmuseums in der Gegenwart. Heidelberg 1979.
- Hessen in romantischer Zeit: Frankfurt, Rheinhessen, Starkenburg, Nassau, Oberhessen, Kurhessen. Hanau 1979.
- Henry Moore: Maquetten, Bronzen, Handzeichnungen. (Erschienen anlässlich der Übergabe von Large Two Forms im Bundeskanzleramt in Bonn). Hrsg. vom Bundeskanzleramt. Darmstadt 1979.
- Der Ortenberger Altar. Darmstadt 1981.
- Large Two Forms. Eine Großskulptur von Henry Moore. In: Kunst im Kanzleramt. Helmut Schmidt und die Künste. München 1982, S. 84 ff.
- Wilhelmsbad, Hanau (= Amtlicher Führer der Verwaltung der Staatlichen Schlösser und Gärten Hessen). Bad Homburg 1988. [und weitere Auflagen]
- Mit Ursula Peters: Künstlerleben in Rom: Bertel Thorvaldsen (1770–1844), der dänische Bildhauer und seine Freunde. Germanisches Nationalmuseum Nürnberg, 1. Dezember 1991 bis 1. März 1992. Schleswig-Holsteinisches Landesmuseum Schloss Gottorf Schleswig, 22. März bis 21. Juni 1992. Nürnberg 1991.
- La pittura tedesca. Milano 1996.
- Paesi tedeschi. In: L’arte in Europa 1500–1570. Turin 1998.
- Bertel Thorwaldsen. In: Theologische Realenzyklopädie. Berlin 2001.
- Prunksilber einer Zarentochter. Silbergefäße des Historismus aus Hanau. Bergbaumuseum Klagenfurt 2001.
- Ein Stück von allerlei Blumenwerk – ein Stück von Früchten – zwei Stück auf Tuch mit Hecht. Die Stilllebenmaler Soreau, Binoit, Codino und Marrell in Hanau und Frankfurt 1600–1650. Hanau 2001.
- Mit Richard Schaffer-Hartmann und Bruno-Wilhelm Thiele: Die Gold- und Silberstadt. Hanau und der Historismus. Hanau 2004.
- Heilübung und Amüsement: Das Wilhelmsbad des Erbprinzen (= Veröffentlichungen der Historischen Kommission für Hessen 27,3). Hanau 2007.
- Schlösser und öffentliche Bauten in der Grafschaft Hanau-Lichtenberg im 17. und 18. Jahrhundert. In: Neues Magazin für Hanauische Geschichte 2015, S. 35 ff.

### Herausgeberschaft (Auswahl)
- Joseph M. Olbrich: 1867–1908. Das Werk des Architekten. Ausstellung anlässlich der 100. Wiederkehr des Geburtstages. Darmstadt 1967.
- Bildende Kunst: 1850–1914. Dokumentation aus Zeitschriften des Jugendstil. Berlin 1970.
- Das Museum der Zukunft. Festschrift zur 150-Jahr-Feier der Verkündung der Stiftungsurkunde des Hessischen Landesmuseums Darmstadt 1820–1970. Darmstadt 1970.
- Jugendstil: Kunsthandwerk um 1900 = Art nouveau = Modern style. Darmstadt 1973.
- Peter Paul Rubens: 1577–1640. Eine Ausstellung des Wallraf-Richartz-Museums in der Kunsthalle Köln vom 15. Oktober – 15. Dezember 1977. Köln 1977.